# Kegworth
Kegworth är en ort och civil parish i Storbritannien.   Den ligger i distriktet North West Leicestershire, grevskapet Leicestershire och riksdelen England, i den södra delen av landet, 170 km nordväst om huvudstaden London. Kegworth ligger 49 meter över havet och antalet invånare är 3 412.
Terrängen runt Kegworth är platt. Runt Kegworth är det tätbefolkat, med 570 invånare per kvadratkilometer. Närmaste större samhälle är Nottingham, 15,8 km nordost om Kegworth. Trakten runt Kegworth består till största delen av jordbruksmark.